# Melawai
Melawai is een plaats (wijk) - (kelurahan) in het bestuurlijke gebied Kebayoran Baru, Jakarta Selatan (Zuid-Jakarta) in de provincie Jakarta, Indonesië. De plaats telt 3425 inwoners (volkstelling 2010).